# Angus Gunn
Angus Fraser James Gunn (Norwich, 22 gennaio 1996) è un calciatore inglese naturalizzato scozzese, portiere del Nottingham Forest e della nazionale scozzese.

## Biografia
È il figlio dell'ex calciatore scozzese Bryan Gunn.

## Carriera

### Club
Cresciuto nel settore giovanile del Norwich City, nel 2011 si trasferisce al Manchester City. Il 6 giugno 2017 viene ceduto in prestito stagionale proprio ai Canarini, sua ex squadra, con cui inizia la carriera professionistica.
Il 10 luglio 2018 passa a titolo definitivo al Southampton, con cui firma un quinquennale.
Il 16 ottobre 2020 viene ceduto a titolo temporaneo allo Stoke City.
Il 23 giugno successivo, viene ceduto a titolo definitivo al Norwich City, per circa 6 milioni di sterline.
Il 6 agosto 2025 viene preso a parametro zero dal Nottingham Forest.

### Nazionale
Dopo avere fatto la trafila delle selezioni giovanili dell'Inghilterra, nel marzo 2023 decide di rappresentare la Scozia, nazionale delle sue origini. Il 25 del mese stesso esordisce con la selezione scozzese partendo titolare nella sfida vinta 3-0 contro Cipro.

## Statistiche

### Presenze e reti nei club
Statistiche aggiornate al 6 agosto 2025.
| Stagione            | Squadra             | Campionato          | Campionato | Campionato | Coppe nazionali | Coppe nazionali | Coppe nazionali | Coppe continentali | Coppe continentali | Coppe continentali | Altre coppe | Altre coppe | Altre coppe | Totale | Totale | Totale |
| Stagione            | Squadra             | Comp                | Pres       | Reti       | Comp            | Pres            | Reti            | Comp               | Pres               | Reti               | Comp        | Pres        | Reti        | Pres   | Reti   |        |
| ------------------- | ------------------- | ------------------- | ---------- | ---------- | --------------- | --------------- | --------------- | ------------------ | ------------------ | ------------------ | ----------- | ----------- | ----------- | ------ | ------ | ------ |
| 2016-2017           | Manchester City     | PL                  | 0          | 0          | FACup+CdL       | 0               | 0               | UCL                | 0                  | 0                  | -           | -           | -           | 0      | 0      |        |
| 2017-2018           | Norwich City        | FLC                 | 46         | -60        | FACup+CdL       | 2+3             | -1 + -5         | -                  | -                  | -                  | -           | -           | -           | 51     | -66    |        |
| 2018-2019           | Southampton         | PL                  | 12         | -18        | FACup+CdL       | 2+3             | -4 + -1         | -                  | -                  | -                  | -           | -           | -           | 17     | -23    |        |
| 2019-2020           | Southampton         | PL                  | 10         | -25        | FACup+CdL       | 3+0             | -4 + 0          | -                  | -                  | -                  | -           | -           | -           | 13     | -29    |        |
| Totale Southampton  | Totale Southampton  | Totale Southampton  | 22         | -43        |                 | 8               | -9              |                    | -                  | -                  |             | -           | -           | 30     | -52    |        |
| ott. 2020-2021      | Stoke City          | FLC                 | 3          | -4         | FACup+CdL       | 0               | 0               | -                  | -                  | -                  | -           | -           | -           | 3      | -4     |        |
| 2021-2022           | Norwich City        | PL                  | 9          | -22        | FACup+CdL       | 0+2             | 0 + -3          | -                  | -                  | -                  | -           | -           | -           | 11     | -25    |        |
| 2022-2023           | Norwich City        | FLC                 | 30         | -36        | FACup+CdL       | 0+2             | 0 + -4          | -                  | -                  | -                  | -           | -           | -           | 32     | -40    |        |
| 2023-2024           | Norwich City        | FLC                 | 40+2       | -48+-4     | FACup+CdL       | 0+1             | 0               | -                  | -                  | -                  | -           | -           | -           | 43     | -52    |        |
| 2024-2025           | Norwich City        | FLC                 | 35         | -42        | FACup+CdL       | 0+0             | 0+0             | -                  | -                  | -                  | -           | -           | -           | 35     | -42    |        |
| Totale Norwich City | Totale Norwich City | Totale Norwich City | 160+2      | -208+-4    |                 | 10              | -13             |                    | -                  | -                  |             | -           | -           | 172    | -225   |        |
| 2025-2026           | Nottingham Forest   | PL                  | -          | -          | FACup+CdL       | -               | -               | UEL                | -                  | -                  | -           | -           | -           | -      | -      |        |
| Totale carriera     | Totale carriera     | Totale carriera     | 187        | -259       |                 | 18              | -22             |                    | 0                  | 0                  |             | -           | -           | 205    | -281   |        |

### Cronologia presenze e reti in nazionale
| Cronologia completa delle presenze e delle reti in nazionale ― Scozia | Cronologia completa delle presenze e delle reti in nazionale ― Scozia | Cronologia completa delle presenze e delle reti in nazionale ― Scozia | Cronologia completa delle presenze e delle reti in nazionale ― Scozia | Cronologia completa delle presenze e delle reti in nazionale ― Scozia | Cronologia completa delle presenze e delle reti in nazionale ― Scozia | Cronologia completa delle presenze e delle reti in nazionale ― Scozia | Cronologia completa delle presenze e delle reti in nazionale ― Scozia |
| Data                                                                  | Città                                                                 | In casa                                                               | Risultato                                                             | Ospiti                                                                | Competizione                                                          | Reti                                                                  | Note                                                                  |
| --------------------------------------------------------------------- | --------------------------------------------------------------------- | --------------------------------------------------------------------- | --------------------------------------------------------------------- | --------------------------------------------------------------------- | --------------------------------------------------------------------- | --------------------------------------------------------------------- | --------------------------------------------------------------------- |
| 25-3-2023                                                             | Glasgow                                                               | Scozia                                                                | 3 – 0                                                                 | Cipro                                                                 | Qual. Euro 2024                                                       | -                                                                     |                                                                       |
| 28-3-2023                                                             | Glasgow                                                               | Scozia                                                                | 2 – 0                                                                 | Spagna                                                                | Qual. Euro 2024                                                       | -                                                                     | 77’                                                                   |
| 17-6-2023                                                             | Oslo                                                                  | Norvegia                                                              | 1 – 2                                                                 | Scozia                                                                | Qual. Euro 2024                                                       | -1                                                                    |                                                                       |
| 20-6-2023                                                             | Glasgow                                                               | Scozia                                                                | 2 – 0                                                                 | Georgia                                                               | Qual. Euro 2024                                                       | -                                                                     |                                                                       |
| 8-9-2023                                                              | Larnaca                                                               | Cipro                                                                 | 0 – 3                                                                 | Scozia                                                                | Qual. Euro 2024                                                       | -                                                                     |                                                                       |
| 12-9-2023                                                             | Glasgow                                                               | Scozia                                                                | 1 – 3                                                                 | Inghilterra                                                           | Amichevole                                                            | -3                                                                    |                                                                       |
| 12-10-2023                                                            | Siviglia                                                              | Spagna                                                                | 2 – 0                                                                 | Scozia                                                                | Qual. Euro 2024                                                       | -2                                                                    |                                                                       |
| 22-3-2024                                                             | Amsterdam                                                             | Paesi Bassi                                                           | 4 – 0                                                                 | Scozia                                                                | Amichevole                                                            | -4                                                                    |                                                                       |
| 26-3-2024                                                             | Glasgow                                                               | Scozia                                                                | 0 – 1                                                                 | Irlanda del Nord                                                      | Amichevole                                                            | -1                                                                    |                                                                       |
| 7-6-2024                                                              | Glasgow                                                               | Scozia                                                                | 2 – 2                                                                 | Finlandia                                                             | Amichevole                                                            | -                                                                     | 69’                                                                   |
| 14-6-2024                                                             | Monaco di Baviera                                                     | Germania                                                              | 5 – 1                                                                 | Scozia                                                                | Euro 2024 - 1º turno                                                  | -5                                                                    |                                                                       |
| 19-6-2024                                                             | Colonia                                                               | Scozia                                                                | 1 – 1                                                                 | Svizzera                                                              | Euro 2024 - 1º turno                                                  | -1                                                                    |                                                                       |
| 23-6-2024                                                             | Stoccarda                                                             | Scozia                                                                | 0 – 1                                                                 | Ungheria                                                              | Euro 2024 - 1º turno                                                  | -1                                                                    |                                                                       |
| 5-9-2024                                                              | Glasgow                                                               | Scozia                                                                | 2 – 3                                                                 | Polonia                                                               | UEFA Nations League 2024-2025 - 1º turno                              | -3                                                                    |                                                                       |
| 8-9-2024                                                              | Lisbona                                                               | Portogallo                                                            | 2 – 1                                                                 | Scozia                                                                | UEFA Nations League 2024-2025 - 1º turno                              | -2                                                                    |                                                                       |
| 6-6-2025                                                              | Glasgow                                                               | Scozia                                                                | 1 – 3                                                                 | Islanda                                                               | Amichevole                                                            | -                                                                     | 7’                                                                    |
| Totale                                                                |                                                                       | Presenze                                                              | 16                                                                    |                                                                       | Reti                                                                  | -23                                                                   |                                                                       |